# Katholisches Bildungswerk
Katholisches Bildungswerk (KBW) bezeichnet eine Organisationseinheit der Erwachsenenbildung in kirchlicher Trägerschaft. Ein Bildungswerk ist auf der Ebene einer Stadt, eines Landkreises oder einer Region angesiedelt (KBW im Kreis XY oder KBW in der Stadt XY) und arbeitet überwiegend dezentral-subsidiär. Seine Bildungsangebote finden in Kooperation mit Pfarrgemeinden, Verbänden und Institutionen vor Ort statt. Auch Zusammenschlüsse der Regionen auf Diözesanebene können Bildungswerk genannt werden, etwa Bildungswerk der Erzdiözese Köln.
Im Unterschied dazu arbeiten andere Einrichtungen der Erwachsenenbildung wie Familienbildungsstätten, Akademien  und Bildungshäuser überwiegend stationär in eigenen Räumlichkeiten.
Terminologie und Struktur der Erwachsenenbildung in den deutschen Diözesen sind nicht einheitlich. In einigen Bistümern heißen die dezentralen Einrichtungen Katholisches Bildungswerk, in anderen Bistümern sind Bezeichnungen wie Regionalstelle o. Ä. üblich. Die Bildungswerke sind meist Zweigstellen größerer kirchlicher Bildungseinrichtungen mit staatlicher Anerkennung und Förderung. Sie verfügen über hauptamtliche pädagogische Mitarbeiter, die auf Kreis- oder Regionalebene tätig sind. In einigen Bundesländern ist das Voraussetzung für die staatliche Förderung. Daneben gibt es ehrenamtliche Vorstände oder Beiräte auf Orts- oder Regionalebene.
In Österreich bauen die katholischen Bildungswerke hauptsächlich auf die Mitarbeit Ehrenamtlicher auf.